# 師古南華宮
師古南華宮位於四川省德陽市什邡市，文物遺址年代判定為清。2012年7月16日公佈為第八批四川省文物保護單位。
師古南華宮位於四川省德陽市什邡市師古鎮回龍街，現僅存戲樓和兩側廂房。戲樓坐東向西，南北兩側各有一座廂房，建築面積773平方公尺，占地面積990平方公尺。戲樓通高6公尺，底層高2公尺。戲樓為歇山式屋頂，青筒瓦覆面，抬粱式屋架，面闊十五間37公尺，進深兩間8公尺，前簷卷棚，底層藻井有彩繪，頂梁墨筆行書“大清嘉慶拾陸年肆月初八日闔省眾姓弟子同立”。存有一行書牌匾“南天樓”。兩邊廂房面闊三間11.7公尺，進深三間7.7公尺。師古南華宮保留了川西地區清代戲樓的建築風格，是研究清嘉慶時期當地文化、社會風俗等方面的珍貴史料，具有重要的歷史價值。該文物為第三次全國文物普查新發現。